# Liejeva grupa
Liejeva grupa je analitično realna ali kompleksna mnogoterost, ki je tudi topološka grupa, lokalno homomorfna prostoru n-teric (x1, x2, x3, ..., xn) in ima še analitično strukturo. Liejeve grupe so pomembne v matematični analizi, fiziki in geometriji ker služijo za opisovanje simetrije analitičnih struktur. Liejeve grupe je vpeljal Marius Sophus Lie leta 1870 pri raziskovanju simetrij diferencialnih enačb.
Evklidski prostor Rn je realna Liejeva grupa. Še boljši zgled je grupa vrtenj SO(3), vseh vrtenj v 3-razsežnem prostoru, opisana z množico obrnljivih kvadratnih matrik.